# تپه ظهراب
تپه ظهراب مربوط به دوران پیش از تاریخ ایران باستان است و در شهرستان دورود، بخش سیلاخور، روستای پوش کشان واقع شده و این اثر در تاریخ ۲۴ اسفند ۱۳۸۳ با شمارهٔ ثبت ۱۱۷۳۱ به‌عنوان یکی از آثار ملی ایران به ثبت رسیده است.نام خانوادگی '''ظهرابی''' از این تپه بر گرفته شده است.